# 木村あや
木村 あや（きむら あや、1976年6月9日 - ）は、日本のAV女優。
東京都出身。
身長160cm、スリーサイズ：B89 (H-75) cm、W58cm、H86cm。血液型はB型。

## 略歴
2003年ごろAVデビュー。

## 作品

### アダルトビデオ
- 母乳召しませ… (3) 木村あや
- 魅惑の母乳ミセスW 木村あや 槙原りの
- 乳もみ！母乳妻2